# Fabian Rieder
Fabian Rieder (Bern, 2002. február 16. –) svájci válogatott labdarúgó, a VfB Stuttgart játékosa kölcsönben a  Stade Rennais csapatától.

## Pályafutása

### Klubcsapatokban
Fabian Rieder a svájci fővárosban, Bernben született. Az ifjúsági pályafutását helyi kluboknál kezdte, játszott például a Koppigernél és a Solothurnnál is. 2017-ben a Young Boys akadémiájához igazolt.
2020-ban mutatkozott be a Young Boys első osztályban szereplő felnőtt csapatában. Először a 2020. október 17-ei, Servette elleni mérkőzésen lépett pályára. Első ligagólját 2021. október 23-án, a Lausanne-Sport ellen 3–2-re megnyert találkozón szerezte. 2021. december 8-án, a Manchester United ellen 1–1-es döntetlennel zárult Bajnokok Ligája mérkőzésen Rieder szerezte az egyenlítő gólt. 2023. augusztus 31-én a francia Stade Rennais 15 millió euróért szerződtette négy évre.
2024. június 24-én jelentették be, hogy kölcsönbe a VfB Stuttgart csapatába igazolt.

### A válogatottban
Rieder az U15-östől az U21-esig szinte minden korosztályos válogatottban is képviselte Svájcot.
2022-ben debütált a felnőtt válogatottban. Először a 2022. november 24-ei, Kamerun ellen 1–0-ra megnyert mérkőzés 81. percében, Ruben Vargast váltva lépett pályára. 2024. június 7-én bekerült Murat Yakın szövetségi kapitány 26 fős keretébe, akik utaznak az Európa-bajnokságra.

## Statisztika
2023. április 30. szerint.
| Klub       | Szezon   | Bajnokság    | Bajnokság | Bajnokság | Kupa  | Kupa  | Nemzetközi | Nemzetközi | Összesen | Összesen |
| Klub       | Szezon   | Bajnokság    | Mérk.     | Gólok     | Mérk. | Gólok | Mérk.      | Gólok      | Mérk.    | Gólok    |
| ---------- | -------- | ------------ | --------- | --------- | ----- | ----- | ---------- | ---------- | -------- | -------- |
| Young Boys | 2020–21  | Super League | 23        | 0         | 0     | 0     | 8          | 0          | 31       | 0        |
| Young Boys | 2021–22  | Super League | 30        | 2         | 2     | 2     | 9          | 1          | 41       | 5        |
| Young Boys | 2022–23  | Super League | 28        | 7         | 4     | 2     | 5          | 0          | 37       | 9        |
| Összesen   | Összesen | Összesen     | 81        | 9         | 6     | 4     | 22         | 1          | 109      | 14       |

### A válogatottban
| Válogatott | Év       | Pályára lépés | Gól |
| ---------- | -------- | ------------- | --- |
| Svájc      | 2022     | 2             | 0   |
| Svájc      | 2023     | 2             | 0   |
| Összesen   | Összesen | 4             | 0   |

## Sikerei, díjai
Young Boys
- Super League
  - Bajnok (2): 2020–21, 2022–23

- Svájci Kupa
  - Győztes (1): 2022–23